# Las Pilas, Nayarit
Las Pilas är en ort i Mexiko.   Den ligger i kommunen Rosamorada och delstaten Nayarit, i den centrala delen av landet, 700 km väster om huvudstaden Mexico City. Las Pilas ligger 38 meter över havet och antalet invånare är 689.
Terrängen runt Las Pilas är platt. Runt Las Pilas är det ganska glesbefolkat, med 38 invånare per kvadratkilometer. Närmaste större samhälle är Estación Ruiz, 9,5 km söder om Las Pilas. Omgivningarna runt Las Pilas är en mosaik av jordbruksmark och naturlig växtlighet.